# Jurisdicción de San Zadornil
Jurisdicción de San Zadornil è un comune spagnolo di 52 abitanti situato nella comunità autonoma di Castiglia e León.

## Località
Il comune comprende le seguenti località:
- Arroyo
- San Millán
- San Zadornil (capoluogo)
- Villafría